# Köpenick-kaptenen
Köpenick-kaptenen är en tysk dramafilm från 1931 i regi av Richard Oswald baserad på den kända Köpenickiaden 1906. Manus skrevs av Albrecht Joseph och Carl Zuckmayer. Oswald regisserade 1941 en amerikansk version av filmen som fick den svenska titeln Bravaden i Köpenick. Även Helmut Käutner regisserade en filmversion 1954, Kuppen i Köpenick.

## Handling
Skomakaren Wilhelm Voigt klär genom ett antal tillfälligheter ut sig till preussisk kapten och vållar stor oreda i Köpenick då de allra flesta tar honom för en riktig kapten och utför hans order.

## Rollista, urval
- Max Adalbert - Wilhelm Voigt
- Willi Schur - Kalle
- Paul Wagner - von Schlettow
- Hermann Vallentin - A. Wormser
- Max Gülstorff - Dr. Obermueller, borgmästare
- Käthe Haack - Mathilde Obermueller
- Ilse Fürstenberg - Marie Hoprecht
- Fritz Odemar - Rosenkrantz
- Leonard Steckel - Krakauer
- Hans Wassmann - järnvägstjänsteman
- Hermann Speelmans - Killian
- Gerhard Bienert - grenadjär
- Oskar Höcker - polis
- Paul Otto - överste
- Hans Leibelt - reklamansvarig
- Alfred Beierle - kommissarie